# Musée d'Art d'Alexandria
Pour les articles homonymes, voir Alexandria (homonymie).
L'Alexandria Museum of Art (« musée d'Art d'Alexandria ») a été fondé en Louisiane centrale en 1977. Il a par la suite été modernisé et s'est rouvert au public en 1998. 
Le musée est connu pour sa collection permanente d'art contemporain de la Louisiane et loge la plus grande collection d'art folklorique de la Louisiane du Nord dans l'état.